# 交通运输部救助飞行队

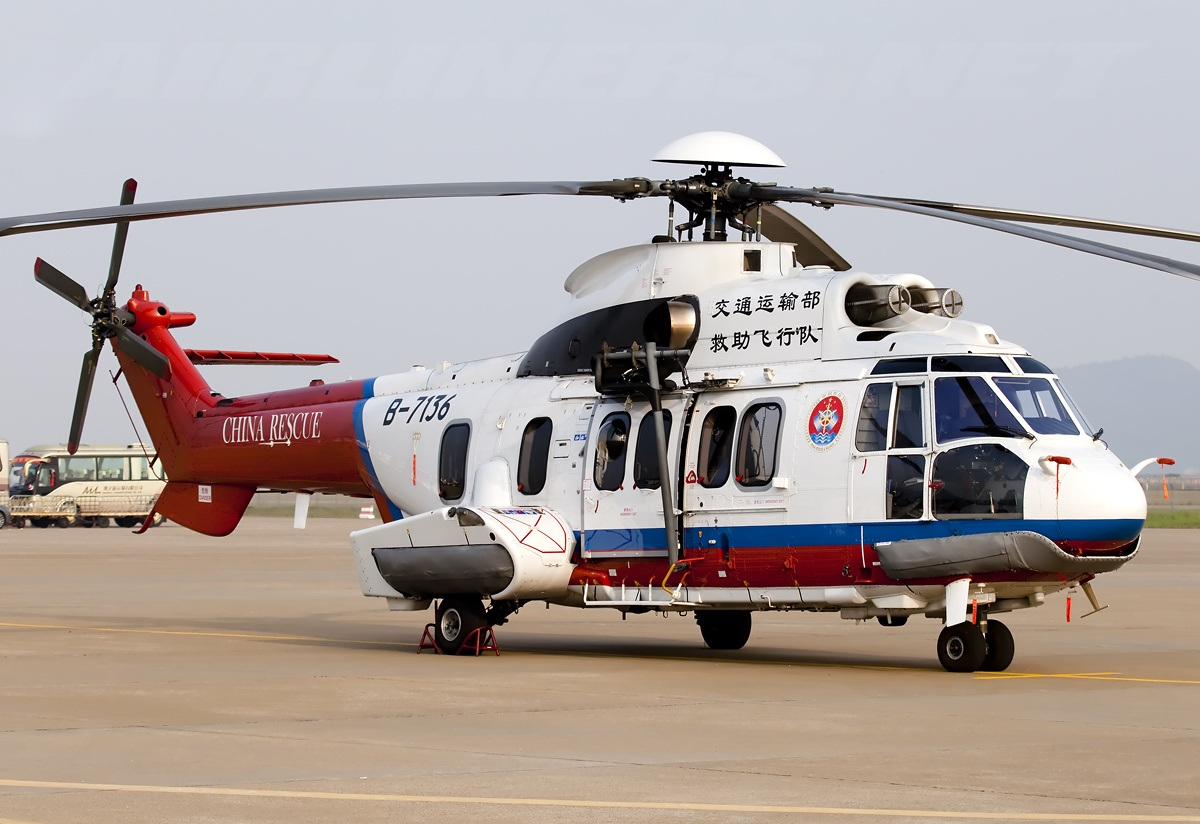
交通运输部救助飞行队EC-225LP

交通运输部救助飞行队（Flying Service of the Ministry of Transport, PRC）是中華人民共和國交通运输部的下屬飞行队，2003年成立，以直升機為主，負責海洋和山區急難救助。交通運輸部救助飛行隊的海上救助範圍已經覆蓋渤海灣、長江口、台灣海峽、瓊州海峽、西沙等重點海域，並實現了接報後半小時之內起飛救助。在海岸線上每隔200公里左右配置一架救援直升機是建設目標，目前共有飛機約35架以上。

## 队伍构成
- 交通运输部北海第一救助飞行队
- 交通运输部东海第一救助飞行队
- 交通运输部东海第二救助飞行队
- 交通运输部南海第一救助飞行队
- 交通运输部南海第二救助飞行队

## 知名案例
2005年东福10号轮船因锚链断裂在福建长乐海域搁浅，在风力9级和浪高7-10米下受困，东海第二救助飞行队成功救出船員。
2005年10月6日东海第二救助飞行队成功救助台湾渔船金吉号两名台湾籍遇险船员，这是大陆救助直升机第一次援救台湾漁船。
2008年东山外海顺东轮因主机故障受困，救助飞行队成功救助11名船员。
2008年5月汶川地震赴灾区开展为期29天的援川救灾工作，直升機运送救灾物资數十吨。机长王斌分别获得了福建省和厦门市抗震救灾先进个人先进表彰。
2009年11月1日伊朗籍船舶ZOORIK轮受困，单日救助37名外籍人员。
2014年5月14日辽宁大连东南方向海域，北海救助飞行队成功使用直升機吊掛援救鐵殼漁船。

## 機型
- 美國賽考斯基S-76精靈直升機
- 歐洲EC225直升機